# Antoniew Sikawa
Antoniew Sikawa (alt. Sikawa-Antoniew) – dawna wieś, od 1946 w granicach Łodzi, na obszarze dzielnicy Widzew we wschodniej części miasta. Rozpościera się w rejonie ulicy Beskidzkiej (dawniej Radzieckiej). Nazwa Antoniew Sikawa nie występuje w systemie TERYT.

## Historia
Dawniej samodzielna wieś. Od 1867 w gminie Nowosolna. W okresie międzywojennym należała do powiatu łódzkiego w woj. łódzkim. W 1921 roku wieś Sikawa-Antoniew liczyła 456 mieszkańców. 1 września 1933 utworzono gromadę (sołectwo) Antoniew Sikawa w granicach gminy Nowosolna, składającą się z samej wsi Antoniew Sikawa. Podczas II wojny światowej miejscowość włączono do III Rzeszy. 
Po wojnie Antoniew Sikawa powrócił na krótko do powiatu łódzkiego woj. łódzkim, lecz już 13 lutego 1946 włączono go do Łodzi.